# 吉備国際大学の人物一覧
吉備国際大学の人物一覧（きびこくさいだいがくのじんぶついちらん）は、吉備国際大学および、その実質的な前身にあたる吉備国際大学短期大学部（旧・順正短期大学）に関係する人物の一覧記事。

## 著名な教職員
- 井上博明 - アニメーション文化学部（兼・文化財学部）アニメーション文化学科教授、オニロ代表取締役（アニメーション制作プロデューサー）
- 井上理恵 - 元社会学部国際社会学科教授
- 今西和男 - 社会学部教授（元サッカー日本代表、サンフレッチェ広島総監督）
- 江原啓之 - 客員教授
- 加計勉 - 加計学園グループの創始者。順正短期大学初代学長
- 河内勝幸 - 元サッカー部監督
- 木村孝洋 - 元サッカー部監督
- 京極真 - 准教授（作業療法士）
- 窪田登 - 名誉教授（早稲田大学名誉教授）
- 倉田和四生 - 元社会学部教授、社会学部長（関西学院大学名誉教授）順正短期大学第8代学長、高梁市郷土史家
- 小林重雄 - 元社会福祉学部教授（名古屋経済大学大学院人間生活科学研究科長）
- 沢山美果子 - 元順正短期大学幼児教育科助教授、教授
- 中園康夫 - 元副学長（社会福祉学者）、元四国学院大学学長
- 成瀬悟策 - 心理学部教授（九州大学名誉教授、臨床心理学者）
- 平見勇雄 - アニメーション文化学部（兼・文化財学部）アニメーション文化学科准教授

## OB・OG

### スポーツ
| - 池田学徳 - 元サッカー選手 - 上田祐輔 - サッカー選手 - 小川久範 - 元サッカー選手 - 姜曉一 - サッカー選手 - 高松健太郎 - サッカー選手 - 玉林睦実 - サッカー選手 | - 磯金みどり - サッカー選手 - 近藤朋香 - サッカー選手 - 菅原未紗 - 元サッカー選手 - 杉本あすか - 元サッカー選手、サッカー指導者 - 高野紗希 - サッカー選手 - 高橋悠 - サッカー選手 - 西川明花 - サッカー選手 |

#### その他
- 岡山大樹 - モトクロスライダー
- 小笹知美 - 女子ラグビー選手
- 金島総一郎 - アグレッシブインラインスケーター

### その他
- 矢野靖二 - 大創産業（ダイソー）取締役社長
- トゴチョグ・エンフバト - 人権活動家